# Златки бронзовые плодовые
Златки бронзовые плодовые (лат. Perotis) — род жуков-златок из подсемейства Chrysochroinae.

## Распространение
Род широко распространён в Палеарктике. Жуки обитают в Европе (6 видов) кроме её северо-западной части и Северной Африке.

## Описание
Переднеспинка в густых крупных вдавленных точках, без тёмных блестящих рельефных пятен. Вершины надкрылий не оттянуты.

## Систематика
- Perotis aereiventris Reiche, 1861
- †Perotis bruckmanni Heer, 1862
- Perotis chloranus (Laporte & Gory, 1836)
- Perotis cupratus (Klug, 1829)
- †Perotis hausmanni Heyden, 1862
- †Perotis laevigatus Massalogo, 1855
- †Perotis lavateri Heer, 1847
- Perotis lugubris (Fabricius, 1777)
- Perotis margotanus (Novak, 1983)
- Perotis malachitica Abeille de Perrin, 1896
- Perotis planidorsis Liskenne, 1994
- †Perotis reditus Heyden, 1862
- Perotis striatus Spinola, 1837
- Perotis susannae (Novak, 1983)
- Perotis unicolor (Olivier, 1790)
- Perotis xerxes (Marseul, 1865)

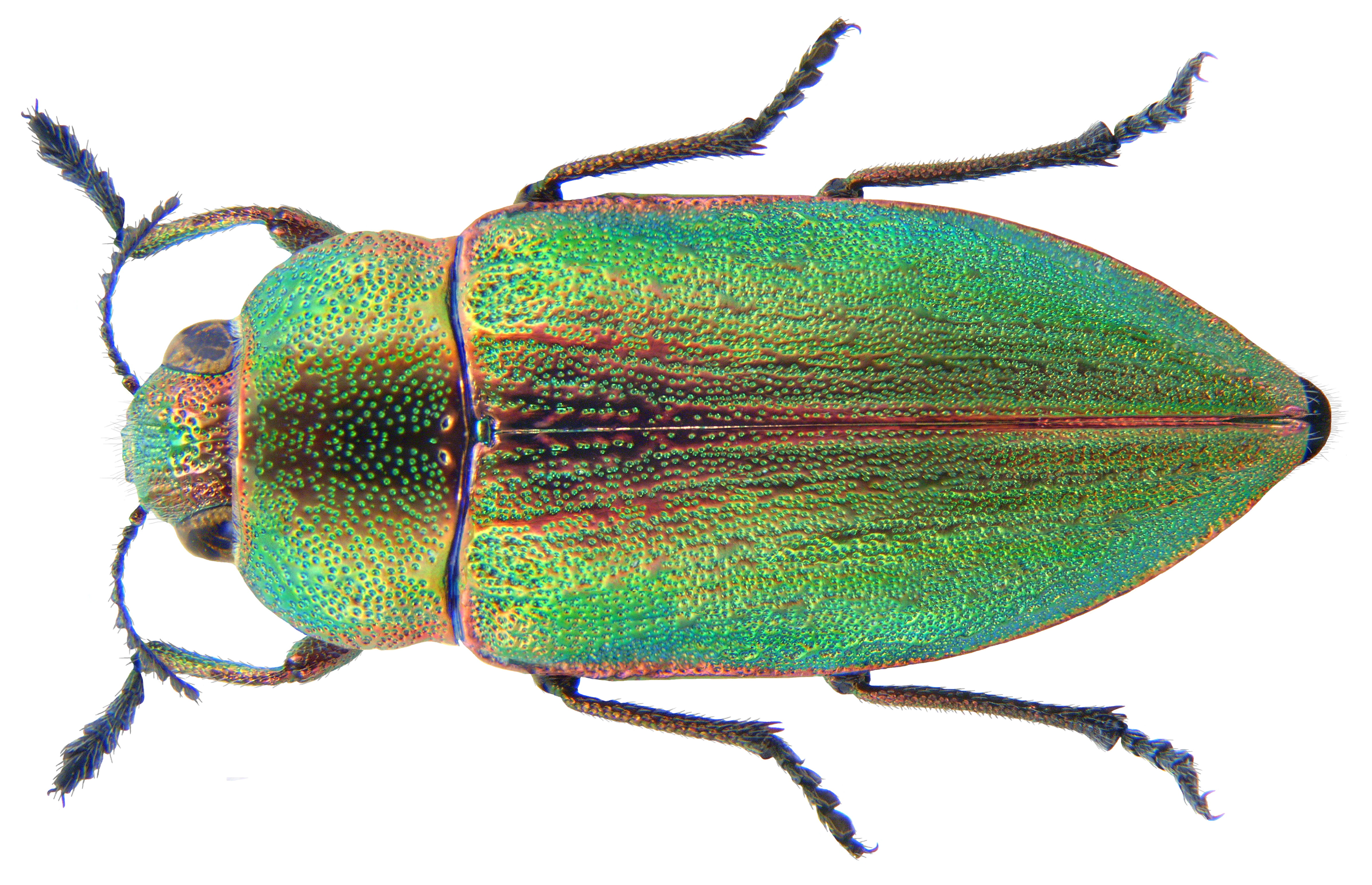
Perotis malachitica
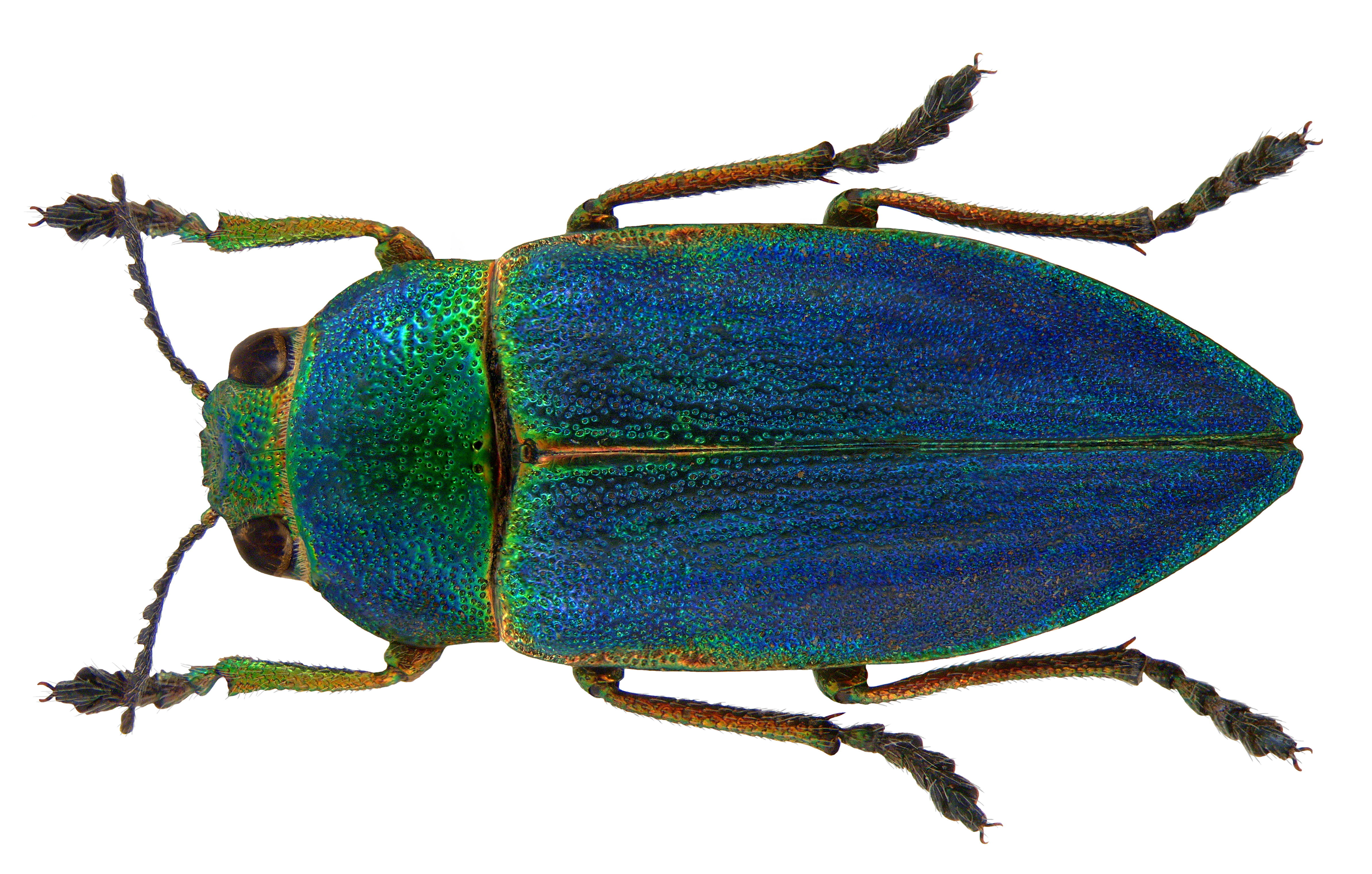
Perotis xerxes (Marseul, 1865)